# Lenart Oblak
Lenart Oblak (* 27. Juni 1991 in Kranj) ist ein slowenischer Biathlet und Gleitschirmpilot.

## Karriere
Lenart Oblak wurde zwei Tage nach der Unabhängigkeit Sloweniens von Jugoslawien während des 10-Tage-Krieges geboren. Seine ersten internationalen Rennen bestritt er 2012 in Forni Avoltri im IBU-Cup und wurde 55. eines Einzels und 50. eines Sprints. In Beitostølen gewann er 2012 als 35. eines Einzels erstmals Punkte und erreichte zugleich seine bislang beste Platzierung. Erste internationale Meisterschaften wurden die Juniorenweltmeisterschaften 2013 in Kontiolahti, wo Oblak 50. des Einzels, 44. des Sprints und 32. der Verfolgung wurde. 2012 bestritt er in Hochfilzen seine ersten Rennen im Weltcup, bei denen er 18. mit der Staffel und 97. des Sprints wurde. Erste internationale Meisterschaft bei den Männern wurden die Europameisterschaften 2013 in Bansko, wo der Slowene 52. des Einzels, 50. des Sprints und 37. der Verfolgung wurde.

### Karriere als Gleitschirmpilot
Oblak startete in der elften Ausgabe des Red Bull X-Alps 2023 und belegte den 27. Rang. Der Wettbewerb gilt als inoffizielle Weltmeisterschaft im Biwakfliegen.

## Statistiken

### Weltcupplatzierungen
Die Tabelle zeigt alle Platzierungen (je nach Austragungsjahr einschließlich Olympische Spiele und Weltmeisterschaften).
- 1.–3. Platz: Anzahl der Podiumsplatzierungen
- Top 10: Anzahl der Platzierungen unter den ersten zehn (einschließlich Podium)
- Punkteränge: Anzahl der Platzierungen innerhalb der Punkteränge (einschließlich Podium und Top 10)
- Starts: Anzahl gelaufener Rennen in der jeweiligen Disziplin
- Staffel: inklusive Mixed- und Single-Mixed-Staffeln

| Platzierung         | Einzel | Sprint | Verfolgung | Massenstart | Staffel | Gesamt |
| ------------------- | ------ | ------ | ---------- | ----------- | ------- | ------ |
| 1. Platz            |        |        |            |             |         |        |
| 2. Platz            |        |        |            |             |         |        |
| 3. Platz            |        |        |            |             |         |        |
| Top 10              |        |        |            |             | 2       | 2      |
| Punkteränge         | 1      |        |            |             | 12      | 13     |
| Starts              | 9      | 23     | 2          |             | 12      | 46     |
| Stand: Karriereende |        |        |            |             |         |        |

### Olympische Winterspiele
Ergebnisse bei Olympischen Winterspielen:
|                                             | Einzelwettbewerbe | Einzelwettbewerbe | Einzelwettbewerbe | Einzelwettbewerbe | Staffelwettbewerbe | Staffelwettbewerbe |
| Sprint                                      | Verfolgung        | Einzel            | Massenstart       | Herrenstaffel     | Mixedstaffel       |                    |
| ------------------------------------------- | ----------------- | ----------------- | ----------------- | ----------------- | ------------------ | ------------------ |
| Olympische Winterspiele 2018 \| Pyeongchang | –                 | –                 | –                 | –                 | 10.                | –                  |